# Cristian Romero
Cristian Gabriel Romero (sinh ngày 27 tháng 4 năm 1998) là một cầu thủ bóng đá chuyên nghiệp người Argentina hiện đang thi đấu ở vị trí trung vệ cho đội tuyển bóng đá quốc gia Argentina và là đội trưởng của câu lạc bộ Premier League Tottenham Hotspur.
Anh bắt đầu sự nghiệp cầu thủ chuyên nghiệp của mình dưới màu áo Belgrano, trước khi anh đã có một mùa giải thuận lợi trong màu áo Genoa. Sau hai mùa giải bất thành trong màu áo Juventus, anh được Atalanta giải cứu và đã có màn trình diễn thăng hoa nhất trong sự nghiệp của anh, đồng thời còn được đề cử ở hạng mục hậu vệ hay nhất Serie A mùa giải 2020-21. Mùa hè năm 2021, anh được Tottenham Hotspur cho mượn với mức phí 55 triệu euro, qua đó giúp anh trở thành một trong những hậu vệ đắt giá nhất trong lịch sử Ngoại hạng Anh. Sau một mùa giải cho mượn thành công, anh ký hợp đồng với Tottenham vào năm 2022.
Sự nghiệp thi đấu quốc tế của Romero cũng đáng được ghi nhận. Anh có buổi ra mắt ở cấp độ trẻ vào năm 2017 tại giải U-20 Nam Mỹ 2017, nơi anh cùng các đồng đội giành quyền vào U-20 World Cup 2017. Anh có buổi ra mắt chính thức ở cấp độ đội tuyển quốc gia vào năm 2021 và là thành viên trong đội hình lên ngôi vô địch Copa America 2021, FIFA World Cup 2022 và Copa America 2024.

## Thống kê sự nghiệp

### Câu lạc bộ
Tính đến ngày 19 tháng 5 năm 2024
| Câu lạc bộ               | Mùa giải  | Cấp câu lạc bộ | Cấp câu lạc bộ | Cấp câu lạc bộ | Cúp quốc gia | Cúp quốc gia | Cúp liên đoàn | Cúp liên đoàn | Cúp châu lục | Cúp châu lục | Tổng    | Tổng      |
| Câu lạc bộ               | Mùa giải  | Giải đấu       | Số trận        | Bàn thắng      | Số trận      | Bàn thắng    | Số trận       | Bàn thắng     | Số trận      | Bàn thắng    | Số trận | Bàn thắng |
| ------------------------ | --------- | -------------- | -------------- | -------------- | ------------ | ------------ | ------------- | ------------- | ------------ | ------------ | ------- | --------- |
| Belgrano                 | 2016–17   | APD            | 13             | 0              | 0            | 0            | —             | —             | 2            | 0            | 15      | 0         |
| Belgrano                 | 2017–18   | APD            | 3              | 0              | 1            | 0            | —             | —             | 0            | 0            | 4       | 0         |
| Belgrano                 | Tổng      | Tổng           | 16             | 0              | 1            | 0            | —             | —             | 2            | 0            | 19      | 0         |
| Genoa                    | 2018–19   | Serie A        | 27             | 2              | 0            | 0            | —             | —             | —            | —            | 27      | 2         |
| Genoa (mượn)             | 2019–20   | Serie A        | 30             | 1              | 3            | 0            | —             | —             | —            | —            | 33      | 1         |
| Atalanta (mượn)          | 2020–21   | Serie A        | 31             | 2              | 4            | 0            | —             | —             | 7            | 1            | 42      | 3         |
| Tottenham Hotspur (mượn) | 2021–22   | Premier League | 22             | 1              | 2            | 0            | 2             | 0             | 4            | 0            | 30      | 1         |
| Tottenham Hotspur        | 2022–23   | Premier League | 27             | 0              | 0            | 0            | 0             | 0             | 7            | 0            | 34      | 0         |
| Tottenham Hotspur        | 2023–24   | Premier League | 33             | 5              | 1            | 0            | 0             | 0             | —            | —            | 34      | 5         |
| Tottenham Hotspur        | Tổng      | Tổng           | 82             | 6              | 3            | 0            | 2             | 0             | 11           | 0            | 98      | 6         |
| Tổng cộng                | Tổng cộng | Tổng cộng      | 186            | 11             | 11           | 0            | 2             | 0             | 20           | 1            | 219     | 12        |

1. ↑  Gồm số lần ra sân tại Copa Argentina, Coppa Italia, FA Cup
2. ↑  Gồm số lần ra sân tại EFL Cup
3. ↑  Ra sân tại Copa Sudamericana
4. 1 2  Ra sân tại UEFA Champions League
5. ↑  Ra sân tại UEFA Europa Conference League

### Quốc tế
Tính đến ngày 14 tháng 7 năm 2024
| Đội tuyển quốc gia | Năm  | Trận | Bàn |
| ------------------ | ---- | ---- | --- |
| Argentina          | 2021 | 10   | 1   |
| Argentina          | 2022 | 9    | 0   |
| Argentina          | 2023 | 9    | 1   |
| Argentina          | 2024 | 8    | 1   |
| Tổng               | Tổng | 36   | 3   |

Tỉ số và kết quả liệt kê tỉ số chung cuộc cho đội tuyển Argentina, cột tỉ số liệt kê tỉ số hiện tại sau mỗi bàn thắng của Romero.
| STT | Ngày                | Địa điểm                                                     | Đối thủ     | Bàn thắng | Kết quả chung cuộc | Giải đấu                      |
| --- | ------------------- | ------------------------------------------------------------ | ----------- | --------- | ------------------ | ----------------------------- |
| 1   | 8 tháng 6 năm 2021  | Sân vận động đô thị Roberto Meléndez, Barranquilla, Colombia | Colombia    | 1–0       | 2–2                | Vòng loại FIFA World Cup 2022 |
| 2   | 19 tháng 6 năm 2023 | Sân vận động Gelora Bung Karno, Jakarta, Indonesia           | Indonesia   | 2–0       | 2–0                | Giao hữu                      |
| 3   | 22 tháng 3 năm 2024 | Lincoln Financial Field, Philadelphia, Hoa Kỳ                | El Salvador | 1–0       | 3–0                | Giao hữu                      |

## Danh hiệu
Tottenham Hotspur
- UEFA Europa League: 2024–25[6]

Đội tuyển Argentina
- FIFA World Cup: 2022[7]
- Copa América: 2021,[8] 2024[9]
- CONMEBOL–UEFA Cup of Champions: 2022[10]

Cá nhân
- Hậu vệ hay nhất Serie A: 2020–21[11]
- Đội hình tiêu biểu của giải Copa América: 2021[12], 2024[13]
- UEFA Europa League Cầu thủ xuất sắc nhất mùa giải: 2024–25[14]
- UEFA Europa League Đội hình xuất sắc nhất mùa giải: 2024–25[15]